# Lillerød
Lillerød är huvudort i Allerøds kommun. Den ligger i regionen Region Hovedstaden i Danmark. I orten ligger järnvägsstationen Allerød. Den ligger på Nordbanen som trafikeras med S-tåg mellan Köpenhamn och  Hillerød.